# Choi Min-ho
Choi Min-ho (hangul: 최민호, hanja: 崔珉豪; Incheon, 9 de diciembre de 1991), también conocido artísticamente como Minho, es un rapero, cantante y actor surcoreano. Es miembro de la boyband SHINee desde 2008, siendo el rapero principal. Fue descubierto por un agente de SM Entertainment en la calle en el 2006. Antes de debutar, participó en los desfiles de Andre Kim y Lee Sang Bong y en el desfile “Seoul Collection F/W 08-09″ de Ha Sang Baek en marzo de 2008.

## Biografía
Minho nació el 9 de diciembre de 1991 en Incheon, Corea del Sur. Proviene de una familia adinerada. Su familia la forman su padre (exfutbolista y entrenador de la liga K Daejun de fútbol), su madre, y su hermano mayor. Fue descubierto por un agente de SM Entertainment en la calle, en el 2006 y antes de debutar, participó en los desfiles de Andre Kim y Lee Sang Bong y en el desfile “Seoul Collection F/W 08-09″ de Ha Sang Baek en marzo del 2008. Finalmente, el 25 de mayo de 2008 debutó oficialmente como integrante de SHINee.

## Trayectoria
Es miembro de la agencia SM Entertainment.

### Carrera musical
En diciembre de 2021 Min-ho estrenó el sencillo Heartbreak que fue recibido muy bien por su público.

### Actuación
Minho debutó como actor el 20 de noviembre de 2010 en el drama especial de KBS2 Pianist junto a la actriz Hansus Ji-hye.
El 7 de diciembre de 2011, se anunció que Minho participaría en el sitcom Salamander Guru and The Shadows que se trasmitió a inicios del 2012. Minho encarnó a Min-hyuk, un hacker genio, donde compartió roles con Im Won-hee y Oh Dal-su. un
El 26 de abril de 2012, Minho fue confirmado para el papel principal en el drama To the Beautiful You junto a Sulli de F(x) y Lee Hyun-wo. El drama es la versión coreana del manga japonés Hana Kimi. Salió al aire el 15 de agosto de 2012 por SBS.
A mediados del 2012, aparece como parte del elenco de I AM., película biográfica del SM Town en el Madison Square Garden de Nueva York.
El 29 de julio de 2013 se confirmó la participación de Minho en un nuevo drama llamado Medical Top Team donde interpretará a Kim Sung Woo, un estudiante de cirugía torácica de tercer año. El drama está programado para ser emitido a principios de octubre a través de MBC
El 18 de octubre de 2017, Minho junto a Choi Ji Woo, se unieron al elenco del drama de tvN, “The Most Beautiful Goodbye in the World”. Este es un remake del drama “The World’s Most Beautiful Goodbye” del guionista Noh Hee Kyung, transmitido por primera vez en 1996.
En 2019, su interpretación del joven soldado Sung-pil en la película The Battle of Jangsari le valió el premio especial del jurado en el 40.º Festival Golden Cinema.
En noviembre de 2021 se confirmó que se había unido al elenco principal de la serie La vida fabulosa, donde da vida a Ji Woo-min, un atractivo retocador de fotos independiente a quien a menudo se le llama playboy, pero no está acostumbrado a expresar sus emociones correctamente.

### Composición
Minho es conocido por haber escrito y coescrito muchos de los raps para las canciones de SHINee. Para los álbumes iniciales él trabajó junto a JQ, un compositor de SM. Entertainment 
En su primer álbum de estudio The SHINee World, el ayudó a escribir los raps para "Replay", "Love Like Oxygen", "Love's Way", "One for Me", "Graze" y "Best Place"
En el 2009, para el segundo miniálbum Romeo, él coescribió "Talk to You", "Juliette", "Hit me" y "Romeo + Juliette". Para el tercer miniálbum 2009, Year of Us, él junto a su compañero de banda Key y JQ escribieron la canción "Get Down".
En su segundo álbum de estudio Lucifer lanzado en julio de 2010, él escribió los raps para "Up & Down"(donde participó su compañero de banda Jonghyun), "Obsession" (también escrito por Jonghyun), "Your Name" (escrito por su compañero de banda Onew), y coescribió la canción "WOWOWOW" junto a JQ. En el álbum repackaged Hello, él escribió el rap para la canción "Hello", y coescribió los raps para "One" y "Get it"
También se le atribuye la creación de los raps para las canciones "Better", "To your heart" y "Stranger" de su primer álbum de estudio japonés llamado First lanzado en diciembre del 2011.
Para el cuarto miniálbum del grupo Sherlock lanzado en marzo del 2012, él escribió los raps para las canciones "Alarm clock" y "Honesty" (escrita por Jonghyun).
Para el tercer álbum de estudio Chapter 2. Why So Serious? - The Misconceptions of Me, Minho escribió los raps para las canciones "Shine" (Medusa I), "Music Box", "Excuse Me Miss" y "Can't Leave" (Sleepless Night).

### Otras Actividades
Minho participó en el “2013 Asian Dream Cup”, un evento de fútbol de caridad que se llevó a cabo en el Estadio de Shanghái Hongkou el 23 de junio de 2013, donde JS Foundation donará todas las ganancias de este partido de fútbol a las áreas afectadas por el terremoto de Sichuan.

## Filmografía

### Series de televisión
| Año  | Título                                  | Rol            | Canal   | Notas                         | Ref.                        |
| ---- | --------------------------------------- | -------------- | ------- | ----------------------------- | --------------------------- |
| 2010 | Pianist                                 | Oh Je-ro       | KBS     | Drama Especial                |                             |
| 2012 | Salamander Guru and The Shadows         | Choi Min-hyuk  | SBS     | Sitcom                        |                             |
| 2012 | To The Beautiful You                    | Kang Tae-joon  | SBS     | Versión coreana de Hana Kimi  |                             |
| 2013 | Medical Top Team                        | Kim Sung Woo   | MBC     | Drama Médico                  |                             |
| 2015 | Because It's the First Time             | Yoon Tae Oh    | OnStyle | Comedia romántica             |                             |
| 2017 | Hwarang: The Beginning                  | Kim Soo Ho     | KBS 2TV | Drama histórico               |                             |
| 2017 | Somehow 18                              | Oh Kyung Hwi   | JTBC    | Serie web                     |                             |
| 2017 | The Most Beautiful Goodbye in the World | Jung-soo       | tvN     | Miniserie en cuatro episodios |                             |
| 2021 | Amor en la ciudad                       | Oh Dong-sik    | KakaoTV | Aparición especial            | [ 12 ]                      |
| 2021 | Yumi's Cells                            | Chae Woo-gi    | tvN     | Aparición especial            | [ 13 ] [ 14 ] [ 15 ] [ 16 ] |
| 2022 | La vida fabulosa                        | Ji Woo-min     | Netflix |                               | [ 9 ] [ 17 ]                |
| 2024 | El amor vuelve a casa                   | Nam Tae-pyeong | JTBC    |                               | [ 18 ] [ 19 ] [ 20 ]        |

### Películas
| Año  | Título                 | Rol                            | Notas                          | Ref.   |
| ---- | ---------------------- | ------------------------------ | ------------------------------ | ------ |
| 2012 | I AM.                  | él mismo                       | película biográfica de SM Town | [ 21 ] |
| 2015 | SMTOWN The Stage       | él mismo                       | documental de SM Town          | [ 22 ] |
| 2016 | Canola                 | Han-i                          | protagonista                   |        |
| 2016 | Derailed               | Jin-il                         | protagonista                   |        |
| 2018 | Marital Harmony        | Príncipe Candidato Seo Ga-yoon | reparto                        |        |
| 2018 | In-rang                | Kim Chul-jin                   | reparto                        |        |
| 2019 | The Battle of Jangsari | Choi Seung-pil                 |                                | [ 23 ] |
| 2022 | New Normal             |                                |                                | [ 24 ] |

### Programas de variedades
| Año              | Título                                            | Cadena | Notas                              |
| ---------------- | ------------------------------------------------- | ------ | ---------------------------------- |
| 2008             | Shinee's Yunhanam                                 | Mnet   |                                    |
| 2009             | Invincible Youth                                  | KBS    |                                    |
| 2009 - 2011      | Let's Go Dream Team! Season 2                     | KBS    |                                    |
| 2010             | Hello Baby                                        | KBS    |                                    |
| 2010 - 2011      | 100 Points Out of 100                             | KBS    |                                    |
| 2012             | Running Man                                       | SBS    | Invitado ep. 75, ep. 129           |
| 2012             | Shinhwa Broadcast                                 | JTBC   | Invitado junto a SHINee            |
| 2011, 2012, 2013 | Hello Counselor                                   | KBS2   | Invitado, Ep. 50, 72, 113 y 147    |
| 2013             | SHINee's One Fine Day                             | MBC    |                                    |
| 2013             | Let's Go Dream Team! Season 2                     | KBS    |                                    |
| 2013             | Star Diving Show Splash                           | MBC    |                                    |
| 2014             | Running Man                                       | SBS    | Invitado Ep. 201                   |
| 2014             | Cool Kiz on the Block - The Cool Kiz Soccer Team! | KBS    |                                    |
| 2015             | Fluttering India                                  | KBS    |                                    |
| 2015             | Quiz show 1 vs 100                                | KBS    |                                    |
| 2015             | Abnormal Summit                                   | JTBC   | Ep. 47 junto a Onew                |
| 2015             | Running Man                                       | SBS    | Ep. 254 (cameo)                    |
| 2016             | Problematic Men                                   | tvN    | Invitado Ep. 82                    |
| 2016             | Running Man                                       | SBS    | Invitado Ep.323                    |
| 2016             | Trick & True                                      | KBS    | Invitado Ep.2                      |
| 2016             | My Last 48 Hours                                  | tvN    |                                    |
| 2016             | 2 Days & 1 Night                                  | KBS    | Invitado Ep.475-476                |
| 2017             | The Return of Superman                            | KBS    | Ep.180                             |
| 2017             | Wednesday Food Talk                               | tvN    | Invitado Ep.119                    |
| 2017             | Let's Eat Dinner Together                         | JTBC   | Invitado (Ep.45)                   |
| 2017             | Abnormal Summit                                   | JTBC   | Invitado (Ep.172) - junto a Taemin |
| 2018             | Please Take Care of My Refrigerator               | JTBC   | junto a Choi Yong-soo              |
| 2018             | Those Who Cross The Line                          | MBC    | Invitado Ep.9                      |
| 2021             | Law of the Jungle – Pioneers                      | SBS    | (ep. #438–442) - miembro           |

### Presentador
| Año         | Programa                     | Rol                | Canal | Notas |
| ----------- | ---------------------------- | ------------------ | ----- | --- |
| 2009        | Flower Boys Generation       | Coconductor        | MBC   | |
| 2011 - 2012 | Show! Music Core             | Coconductor        | MBC   | junto a Onew, Suzy de Miss A, Jiyeon de T-ara                                                                   |
| 2011        | Hallyu Dream Concert         | Coconductor        | Mnet  | junto a Park Shin Hye y Taecyeon de 2pm                                                                         |
| 2011        | New York Korea Festival      | Coconductor        | KBS   | |
| 2011        | Show Show Show               | Coconductor        | JTBC  | |
| 2011        | Music Bank                   | Conductor Especial | KBS   | *(2 de diciembre junto a Sohee y Yeeun de Wonder Girls) *(9 de diciembre junto a Sohee y Yubin de Wonder Girls) |
| 2013        | Korean Music Wave in Bangkok | Coconductor        | MBC   | junto a Nichkhun de 2pm, Jo Kwon de 2am, Suzy de Miss A y Jiyeon de T-ara                                       |
| 2013        | Mamma Mia                    | Coconductor        | KBS2  | junto a Park Mi Sun y Lee Young Ja (Dejó el programa en el ep. 6)                                               |
| 2013-2014   | Show! Music Core             | Coconductor        | MBC   | junto a Noh Hong Chul y Kim So Hyun                                                                             |

### Apariciones en videos musicales
| Año  | Canción                  | Artista           | Rol                |
| ---- | ------------------------ | ----------------- | ------------------ |
| 2009 | "Gee"                    | Girls' Generation | Empleador          |
| 2010 | "Gee" (versión japonesa) | Girls' Generation | Cliente            |
| 2010 | "Sound"                  | VNT               | DJ                 |
| 2016 | "Miro"                   | ROMEO             | Jugador de Ajedrez |

### Programas de radio
| Año         | Programa             | Rol         | Notas                   |
| ----------- | -------------------- | ----------- | ----------------------- |
| 2008 - 2009 | Shim Shim Tapa Radio | DJ          | Junto a Jonghyun y Onew |
| 2009        | Chin Chin Radio      | DJ          | Junto a Onew            |
| 2010        | Kiss the Radio       | DJ Especial | Junto a Key             |
| 2010        | Youngstreet Radio    | DJ Especial | Junto a Key             |

## Desfile de Moda
| Año  | Título                                                | Diseñador      |
| ---- | ----------------------------------------------------- | -------------- |
| 2008 | The Ninth World Knowledge Forum                       | Andre Kim      |
| 2009 | Lee Sang Bong’s Fashion Show at Dream Forest Festival | Lee Sang Bong  |
| 2009 | Seoul Collection S/S 2009                             | Han Saeng Baek |

## Premios y nominaciones
| Año  | Premiación                                 | Categoría                  | Resultado | Ref.   |
| ---- | ------------------------------------------ | -------------------------- | --------- | ------ |
| 2010 | SBS Entertainment Awards:                  | Variety New Star Award     | Ganador   |        |
| 2011 | Honorary Ambassador for Youth 2011         |                            | Ganador   |        |
| 2011 | Best Male Idol as Model                    |                            | Ganador   |        |
| 2012 | MBC "Idol Star Olympics" – Hurdles (110 m) |                            | Ganador   |        |
| 2012 | SBS Drama Awards                           | New Star Award             | Ganador   |        |
| 2013 | MBC Drama Awards                           | Mejor actor revelación     | Nominado  | [ 32 ] |
| 2014 | MBC Drama Awards                           | Premio a la popularidad    | Ganador   |        |
| 2015 | MBC Drama Awards                           | Premio a la popularidad    | Ganador   |        |
| 2017 | Indonesian Television Awards               | Premio especial            | Ganador   | [ 33 ] |
| 2017 | Asia Star Awards                           | Face of Asia Award         | Ganador   |        |
| 2017 | 54th Grand Bell Awards                     | Mejor actor revelación     | Nominado  | [ 34 ] |
| 2021 | 40th Golden Cinema Film Festival           | Premio especial del jurado | Ganador   | [ 6 ]  |